# Molophilus subhorridus
Molophilus subhorridus là một loài ruồi trong họ Limoniidae. Chúng phân bố ở miền Australasia.